# Astragalus mackewiczii
Astragalus mackewiczii är en ärtväxtart som beskrevs av Nikolai Fedorovich Gontscharow. Astragalus mackewiczii ingår i släktet vedlar, och familjen ärtväxter. Inga underarter finns listade i Catalogue of Life.